# Obere Gowhar-Agha-Moschee

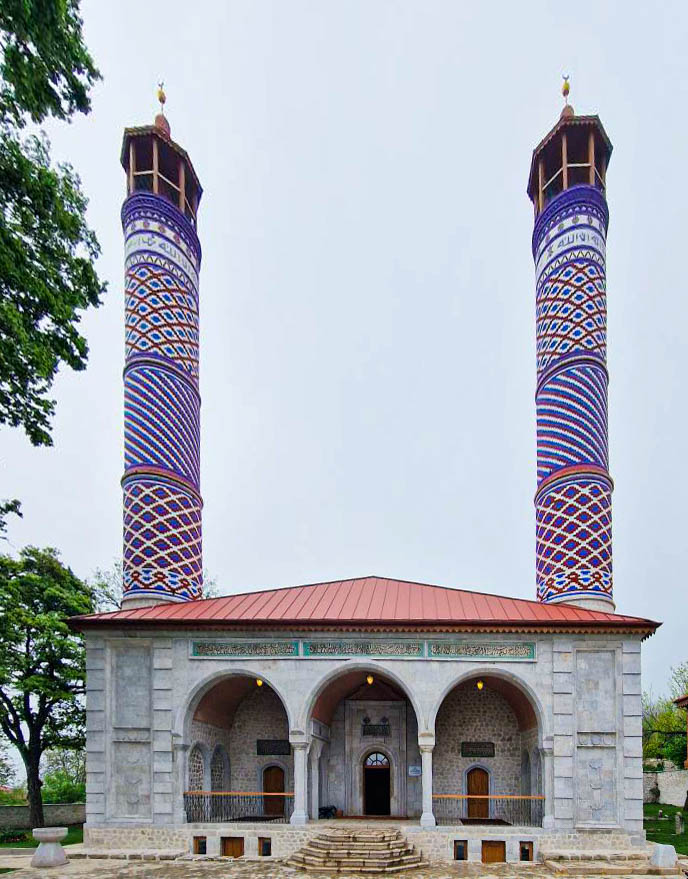
Die Hauptfassade der Moschee nach Restaurierungsarbeiten im Jahr 2023

Die Obere Gövhər-Ağa-Moschee (aserbaidschanisch Yuxarı Gövhər Ağa Məscidi, armenisch Գյովհար Աղայի վերին մզկիթ), auch Große Freitagsmoschee von Schuscha (Şuşanın Böyük Cümə məscidi oder kurz Şuşa Cümə məscidi) ist eine aus dem 18. Jahrhundert stammende schiitische Moschee in Şuşa in der Bergkarabach-Region von Aserbaidschan.

## Entstehungsgeschichte

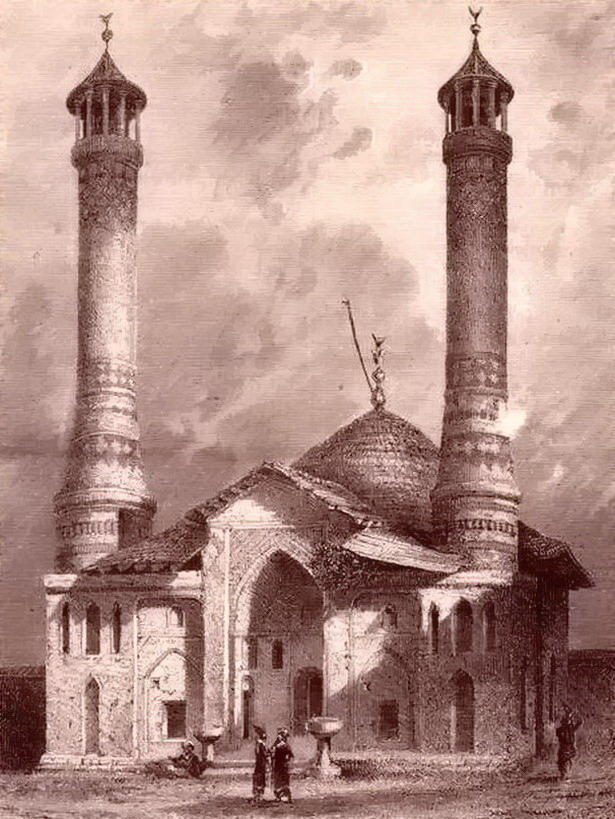
Obere Gövhər-Ağa-Moschee auf dem Gemälde von Wassili Wassiljewitsch Wereschtschagin

Die in der ehemaligen Yusif-Vəzir-Çəmənzəminli-Str. (die Hauptallee des aserbaidschanisch-muslimischen Viertels der Stadt) gelegene Moschee befindet sich im unteren, ehemals aserbaidschanisch besiedelten, Stadtteil von Şuşa. Die Moschee grenzt sich durch diese Bezeichnung von einem anderen Gotteshaus in unmittelbarer Nähe ab, welches ebenfalls nach Gövhər Ağa benannt ist, aber niedriger gelegen ist. Beide Moscheen gelten als die wichtigsten Symbole der aserbaidschanischen Identität von Şuşa. Die Errichtung der Moschee wurde laut dem Historiker Mirzə Camal Cavanşir Qarabaği (1773–1853) im Jahr 1768 von Ibrahim Xəlil Xan, dem aserbaidschanisch-türkischen Herrscher des Khanats Karabach, in Auftrag gegeben. Nach Grundsteinlegung konnten die Bauarbeiten jedoch nicht fortgesetzt werden. Die nach der Tochter von Ibrahim Xəlil Xan benannte Moschee wurde erst zwischen 1883 und 1885 vom Architekten Kərbəlayi Səfixan Qarabaği vollendet.

## Architektur
Die architektonische Gestalt der Gövhər-Ağa-Moschee erinnert im Wesentlichen an die Bautradition sämtlicher in Karabach befindlichen schiitischen Gotteshäuser (etwa die Moschee in Ağdam, Füzuli oder Horadiz), die nach Entwürfen von Səfixan errichtet wurden. Die dreischiffige Gebetshalle mit einer Grundfläche von 18,5 mal 19 Metern ist quadratisch und wird durch 6 Steinsäulen getrennt. Die dreistrahlige Veranda im nördlichen Teil hat dagegen eine rechteckige Form. Vervollständigt wird die Veranda durch zwei Minarette, die aus Ziegelsteinen bestehen und zylinderförmig sind. Die Balkone der Minarette dienten einst als Gebetsraum für Frauen. Der Portikus mit drei identischen Bögen erhebt sich entlang der Höhe des zweistöckigen Gebäudes. Auf diesen Bögen erstreckt sich ein dekoratives Band mit Koranversen.

## Gegenwart

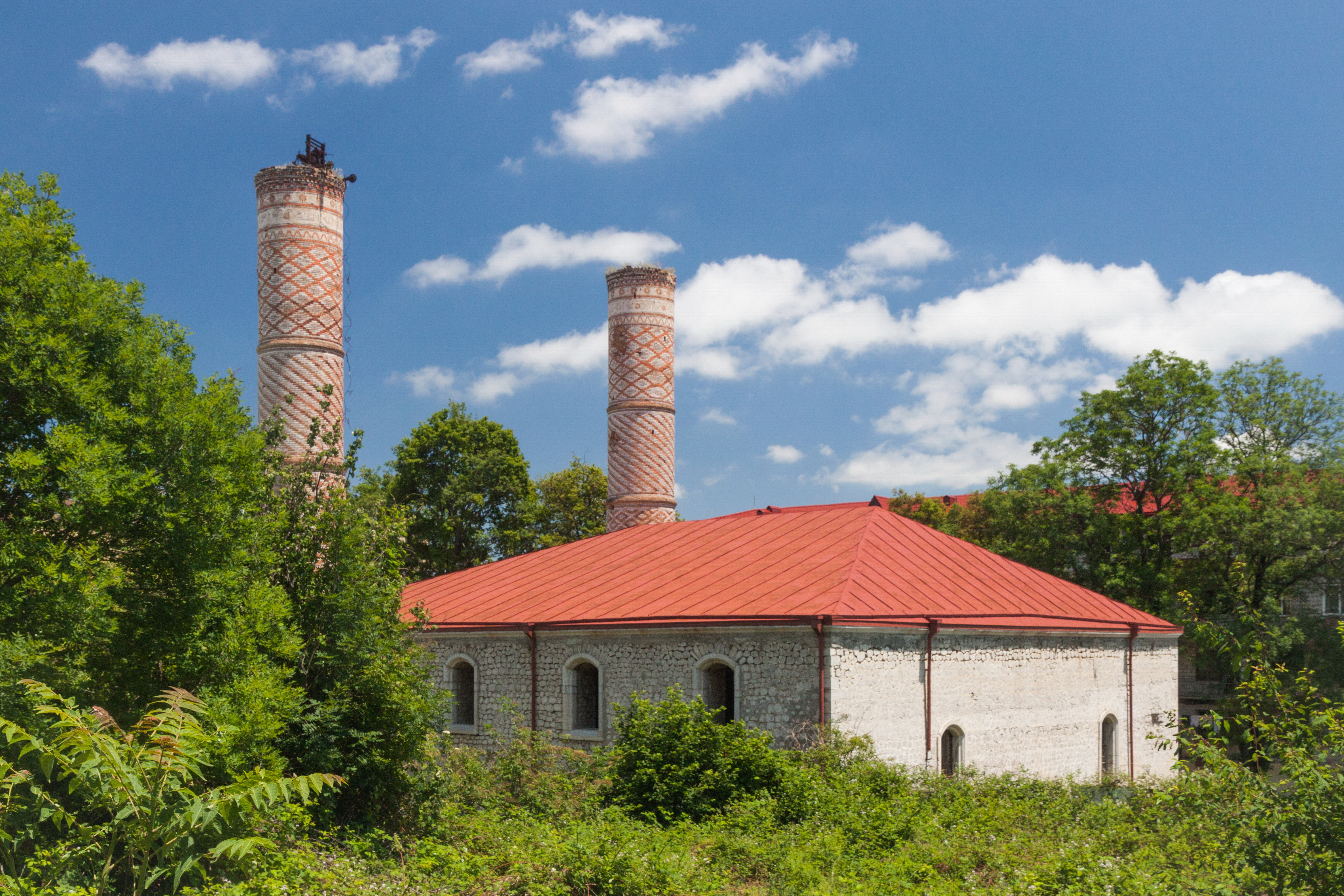
Blick auf die Moschee von südwestlicher Seite her (2014)

Nach der Einnahme von Schuscha durch armenische Truppen und der Vertreibung der aserbaidschanischen Bewohner wurde die Gövhər-Ağa-Moschee nicht mehr genutzt. Bis 2007 war sie im halb zerstörten Zustand. Nach einer geringfügigen Instandsetzung in den Jahren 2008–2009 beauftragten die Behörden der international nicht anerkannten Republik Arzach (Bergkarabach) im Dezember 2016 iranische Architekten, die Restaurierungsarbeiten durchzuführen. Diese wurden im Oktober 2019 beendet. In Aserbaidschan stieß dieser Schritt auf heftige Kritik. Dort bezeichnete man das Vorgehen der armenischen Seite als einen Akt des „Vandalismus“ und als Versuch, die kulturell-religiösen Denkmäler der Aserbaidschaner in Bergkarabach entweder zu beseitigen oder diese unter dem Vorwand der Wiederherstellung gezielt zu „persifizieren“. Im Interview mit Eurasianet betonte Artak Grogorjan, ein Vertreter des arzachischen Kulturministeriums, die Entscheidung, die Moschee nach der Restaurierung als persisch zu bestimmen, sei von iranischen Architekten getroffen worden.